# Подстенє
Подстенє (словен. Podstenje) — поселення в общині Ілірська Бистриця, Регіон Нотрансько-крашка, Словенія. Висота над рівнем моря: 486,1 м.